# Comitatul Santa Barbara, California
Comitatul Santa Barbara, California, conform originalului din engleză, Santa Barbara County, este unul din comitatele din statului California, localizat pe coasta oceanului Pacific în zona sudică a statului, la vest de Comitatul Ventura.
Conform recensământului din anul 2000, efectuat de United States Census Bureau, populația comitatului era de 399.347. Conform unei estimări din ianuarie 2006, efectuată de The California Department of Finance, populația crescuse în circa cinci ani și jumătate la 421.625. Sediul comitatului este orașul Santa Barbara, iar cel mai mare oraș este Santa Maria.

## Comitate înconjurătoare
- Comitatul San Luis Obispo, la nord
- Comitatul Kern, la nord-est
- Comitatul Ventura, la est

La vest și sud-vest, comitatul Santa Barbara este mărginit de coasta Oceanului Pacific.

## Demografie
|  | Graficele sunt indisponibile din cauza unor probleme tehnice. Mai multe informații se găsesc la Phabricator și la wiki-ul MediaWiki. |

Date: Wikidata - grafică realizată de Wikipedia